# Тиафо, Фрэнсис
Фрэ́нсис Тиа́фо (англ. Frances Tiafoe; род. 20 января 1998, Хайатсвилл, США) — американский теннисист; полуфиналист двух турниров Большого шлема в одиночном разряде (Открытые чемпионаты США-2022, 2024); победитель трёх турниров ATP в одиночном разряде; победитель United Cup 2023 в составе сборной США; победитель одиночного турнира Orange Bowl (2013); бывшая вторая ракетка мира в юниорском рейтинге.

## Общая информация
Фрэнсис родился 20 января 1998 года вместе со своим братом-близнецом Франклином в штате Мэриленд, США, в семье Франсиса-старшего (отец) и Альфины Тиафо (урожденная Камара), иммигрантами из Сьерра-Леоне. Его отец эмигрировал в Соединенные Штаты в 1993 году, в то время как Альфина переехала позже в 1996 году, из-за угрозы гражданской войны в их родной стране. В 1999 году отец начал работать дневным рабочим в строительной бригаде, которая строила Центр чемпионов по теннису (JTCC) в Колледж-Парке, штат Мэриленд. Когда объект был завершен, он был нанят в качестве работника в этот Центр. Фрэнсис и Франклин воспользовались уникальной жизненной ситуацией, чтобы начать регулярно играть в теннис с 4-х лет.
Когда Фрэнсису и его брату было по 5 лет, отец сумел договориться об обучении в JTCC, минуя обычный отбор. В возрасте 8 лет на старание и внимательность Фрэнсиса обратил внимание русский тренер JTCC Михаил (Миша) Кузнецов, начав тренировать Тиафо и помогать ему со спонсорами. Сотрудничество Тиафо и Кузнецова продолжалось девять лет, пока по протекции Федерации тенниса США 17-летний теннисист не переехал в Национальный Учебный центр в штате Флорида.
Брат Франклин играл в теннис в католической средней школе Демата и в настоящее время играет в теннис в колледже в университете Солсбери в Мэриленде.

## Спортивная карьера

### Начало карьеры

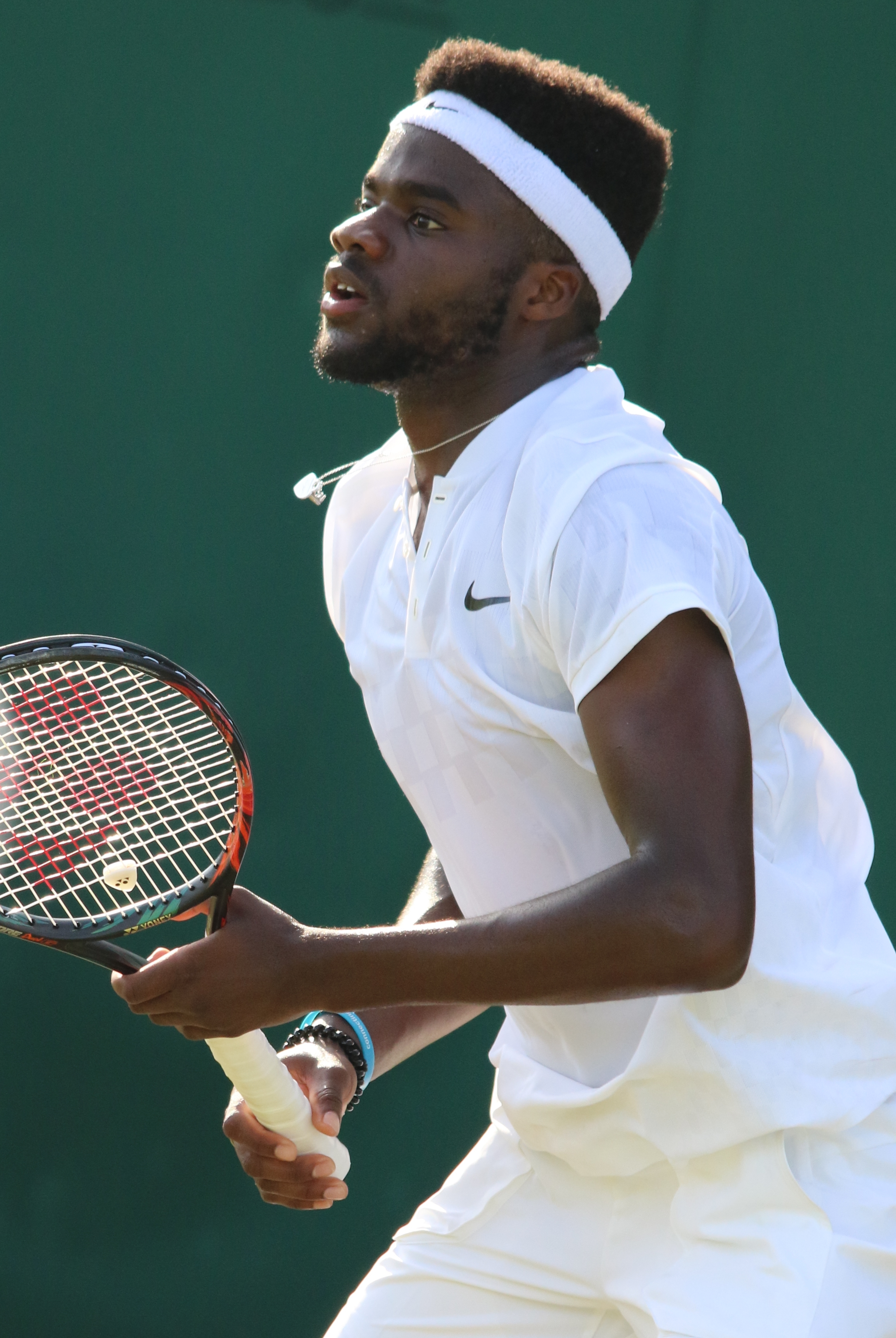
Тиафо на Уимблдонском турнире 2017 года

Тиафо дебютировал в основном розыгрыше Мировом туре АТП в августе 2014 года в возрасте 16 лет после того, как получил уайлд-кард на домашний турнир в Вашингтоне. Он уступил Евгению Донскому в своем первом матче. На Открытом чемпионате США 2014 года, в парном турнире, он также получил уайлд-кард в основную сетку первого для себя турнира серии Большого шлема, где сыграл вместе с Майклом Ммо. Два молодых теннисиста одержали свою первую победу в карьере на этом уровне, в первом раунде, победив ветеранов Теймураза Габашвили и Виктора Эстрелью.
В марте 2015 года, Тиафо оформил свой первый профессиональный титул, победив на турнире серии «фьючерс» в американском Бейкерсфилде. В мае того же года на Открытом чемпионате Франции он впервые сыграл в основной сетке турнира серии Большого шлема в одиночном разряде, но проиграл в первом же раунде. В Уинстон-Сейлеме в августе Тиафо вошёл в основную сетку из квалификации и выиграл первый матч уровня Мирового тура, обыграв Джеймса Дакворта на тай-брейке третьего сета. Затем Тиафо дебютировал на Открытом чемпионате США в одиночном разряде. В первом круге он проиграл Виктору Троицкому из Сербии, 22-му сеянному на турнире. После Открытого чемпионата США, Тиафо продолжил выступления на турнирах серии «челленджер» и достиг на них второго финала в сезоне — в Ноксвилле. Тиафо поднялся на конец года в мировом рейтинге на 176-ю позицию.
В начале августа 2016 года Тиафо выиграл первый турнир из серии «челленджер», победив на соревнованиях в Гранби. На Открытый чемпионат США 2016 года ему был представлен уайлд-кард. В первом круге Фрэнсис столкнулся с американским ветераном Джоном Изнером, и выиграл первые два сета, но в конечном итоге проиграл матч в пятом сете на тай-брейке. В октябре Тиафо победил ещё на одном «челленджере» в Стоктоне и после него впервые поднялся в топ-100 одиночного рейтинга.
На Открытом чемпионате Австралии 2017 года Фрэнсис достигнул главной сетки турнира через квалификацию в первый раз, а затем победил в первом круге Михаила Кукушкина из Казахстана. Весной он выиграл два «челленджера» (в Сарасоте и Экс-ан-Провансе) и смог подняться в рейтинге до 65-го места в мире. На дебютном в основной сетке Уимблдонском турнире американец сумел выйти во второй раунд. В августе на турнире серии мастерс в Цинциннати ему удалось впервые победить теннисиста из первой десятки рейтинга. Во втором раунде Тиафо переиграл № 7 в мире на тот момент Александра Зверева (4-6, 6-3, 6-4). Тиафо приобрел известность после того, как сыграл с Роджером Федерером пять сетов в его первом матче на стадионе Артура Эша на Открытом чемпионате США 2017 года.

### 2018—2020
В феврале 2018 года на турнире в Нью-Йорке Тиафо смог дойти до четвертьфинала. На турнире в Делрей-Бич, в конце февраля, Фрэнсис сумел выиграть первый свой титул на турнирах Мирового тура. В финале он переиграл немецкого теннисиста Петр Гоёвчика со счётом 6-1, 6-4. По ходу турнира выбил из борьбы за титул австралийца Мэттью Эбдена, аргентинца Хуана Мартина Дель Потро (№ 10 в мире на тот момент), южнокорейца Чона Хёна и канадца Дениса Шаповалова. В марте на турнире серии мастерс в Майами он дошёл до 1/8 финала, где уступил Кевину Андерсону.
В мае 2018 года Тиафо вышел в финал грунтового турнира в Кашкайше, в котором уступил хозяину турнира Жуану Соузе — 4-6, 4-6. В июне на траве в Лондоне он сыграл в четвертьфинале, а на Уимблдоне впервые вышел в третий раунд, где проиграл россиянину Карену Хачанову. На Открытом чемпионате США Тиафо во втором круге был выбит из турнира Алексом де Минором. Осенью Фрэнсис дебютировал в составе сборной США в Кубке Дэвиса. Он сыграл два матча в полуфинале против хорватов и оба проиграл (Чиличу и Чоричу), и американцы уступили путь в финал с общим счётом 2-3. В конце сезона Тиафо сыгран на выставочном турнире Финал ATP среди теннисистов не старше 21 года, где в своей группе смог выиграть один матч из трёх и не вышел в плей-офф.
На Открытом чемпионате Австралии 2019 года Фрэнсис совершил прорыв, дойдя до четвертьфинала турнира, в котором уступил второй ракетке мира Рафаэлю Надалю в трёх сетах. По ходу состязаний на кортах Мельбурна Тиафо выбил из борьбы в том числе Кевина Андерсона, Андреаса Сеппи, Григора Димитрова. После этого он вошёл в топ-30 мирового рейтинга, поднявшись в феврале на 29-е место. В марте на турнире мастерс в Майами он дошёл до четвертьфинала, но проиграл канадцу Денису Шаповалову. В апреле на грунте в Кашкайше американец вышел в четвертьфинал. Следующий раз в 1/4 финала он вышел в августе в Уинстон-Сейлеме. На Открытом чемпионате США Тиафо дошёл до второго раунда, но проиграл Александру Звереву в пяти сетах. В осенней части сезона лучшим результатом стал выход в четвертьфинал в Антверпене. На Финале ATP среди теннисистов не старше 21 года он смог преодолеть групповой этап, выиграв два матча в группе, но в полуфинале Фрэнсис проиграл Алексу де Минору.

### 2021
На Олимпийских играх в Токио во втором круге проиграл четвёртой ракетке мира Стефаносу Циципасу. В парном разряде с Радживом Рамом также проиграл во втором круге.
На Открытом чемпионате США дошёл до 4-го раунда, где в 4 сетах уступил 15-й ракетке мира Феликсу Оже-Альяссиму.
В конце октября на турнире ATP 500 в Вене в зале начал выступление с квалификации, будучи 49-й ракеткой мира, и дошёл до финала, обыграв в том числе третью ракетку мира Стефаноса Циципаса (3-6, 6-3, 6-4). В решающем матче Тиафо проиграл четвёртой ракетке мира Александру Звереву (5-7, 4-6).

### 2022: полуфинал на Открытом чемпионате США

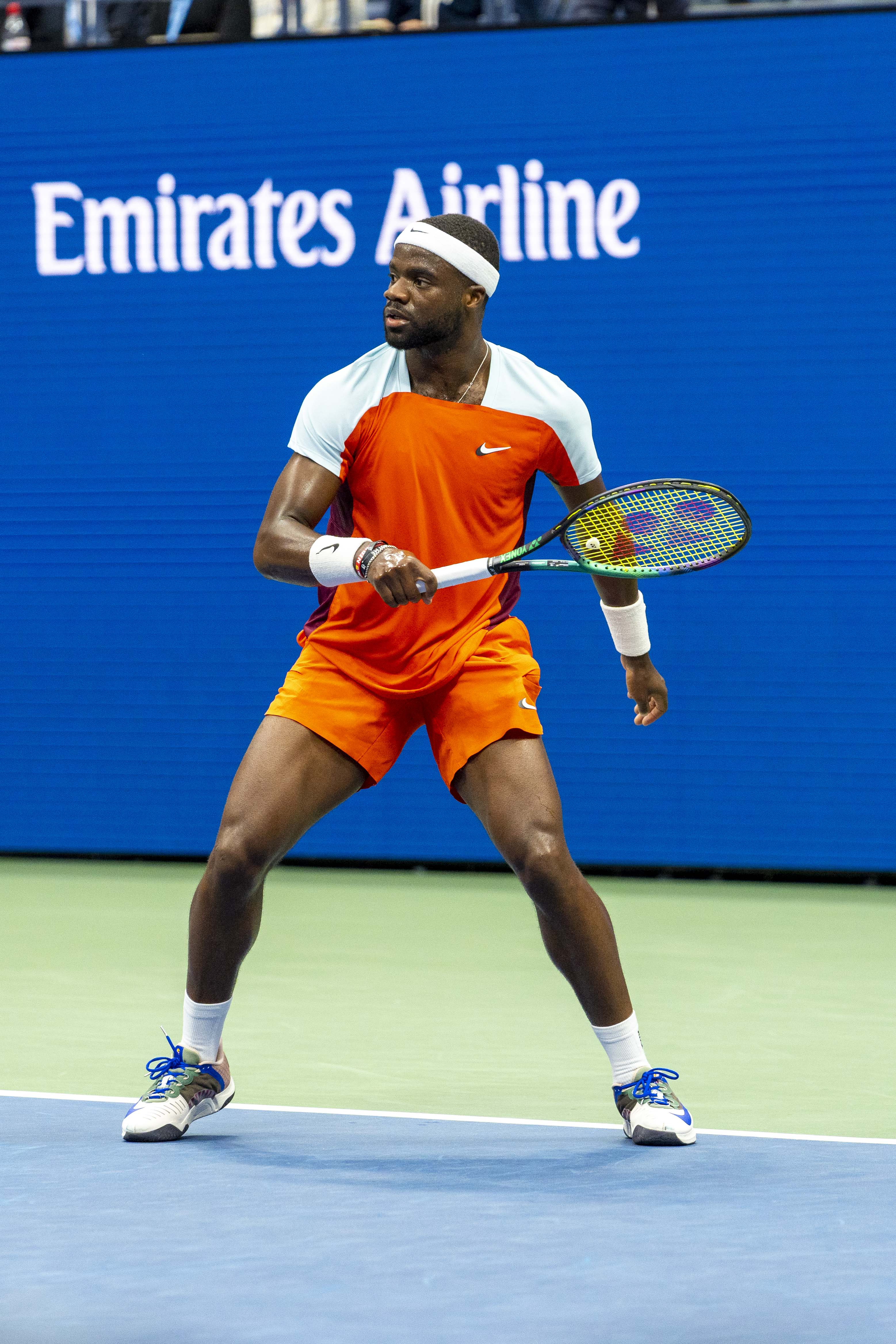
Тиафо на Открытом чемпионате США 2022 года

Весной дошёл до финала турнира ATP 250 на грунте в Эшториле, где проиграл аргентинцу Себастьяну Баэсу.
На Уимблдоне Тиафо впервые дошёл до 4-го раунда, где в очень упорном матче проиграл Давиду Гоффену — 6-7(3), 7-5, 7-5, 4-6, 5-7. Ранее Тиафо проиграл Гоффену во втором круге Открытого чемпионата Франции.
8 августа Тиафо поднялся на высшее в карьере 24-е место в рейтинге.
На Открытом чемпионате США Тиафо был посеян под 22-м номером. В первых трёх матчах Тиафо не отдал соперникам ни одного сета, включая победу над 14-м сеянным Диего Шварцманом. В четвёртом круге Тиафо за 3,5 часа победил второго сеянного Рафаэля Надаля со счётом 6-4 4-6 6-4 6-3 и второй раз в карьере вышел в четвертьфинал турнира Большого шлема. В четвертьфинале Тиафо в трёх сетах обыграл девятого сеянного Андрея Рублёва и впервые вышел в полуфинал турнира Большого шлема. Тиафо стал первым с 2006 года американцем, вышедшим в полуфинал на домашнем турнире Большого шлема, тогда это удалось Энди Роддику. В полуфинале Тиафо в пяти сетах проиграл будущему чемпиону Карлосу Алькарасу. В этом матче Алькарас сделал 9 брейков, а Тиафо только три. По итогам турнира Тиафо поднялся на 19-е место в рейтинге.
В начале октября Тиафо дошёл до финала турнира ATP 500 в Токио, где проиграл на двух тай-брейках Тейлору Фритцу. В начале октября дошёл до 1/4 финала турнира серии Masters в Париже, где уступил Феликсу Оже-Альяссиму (1-6, 4-6).

### 2023

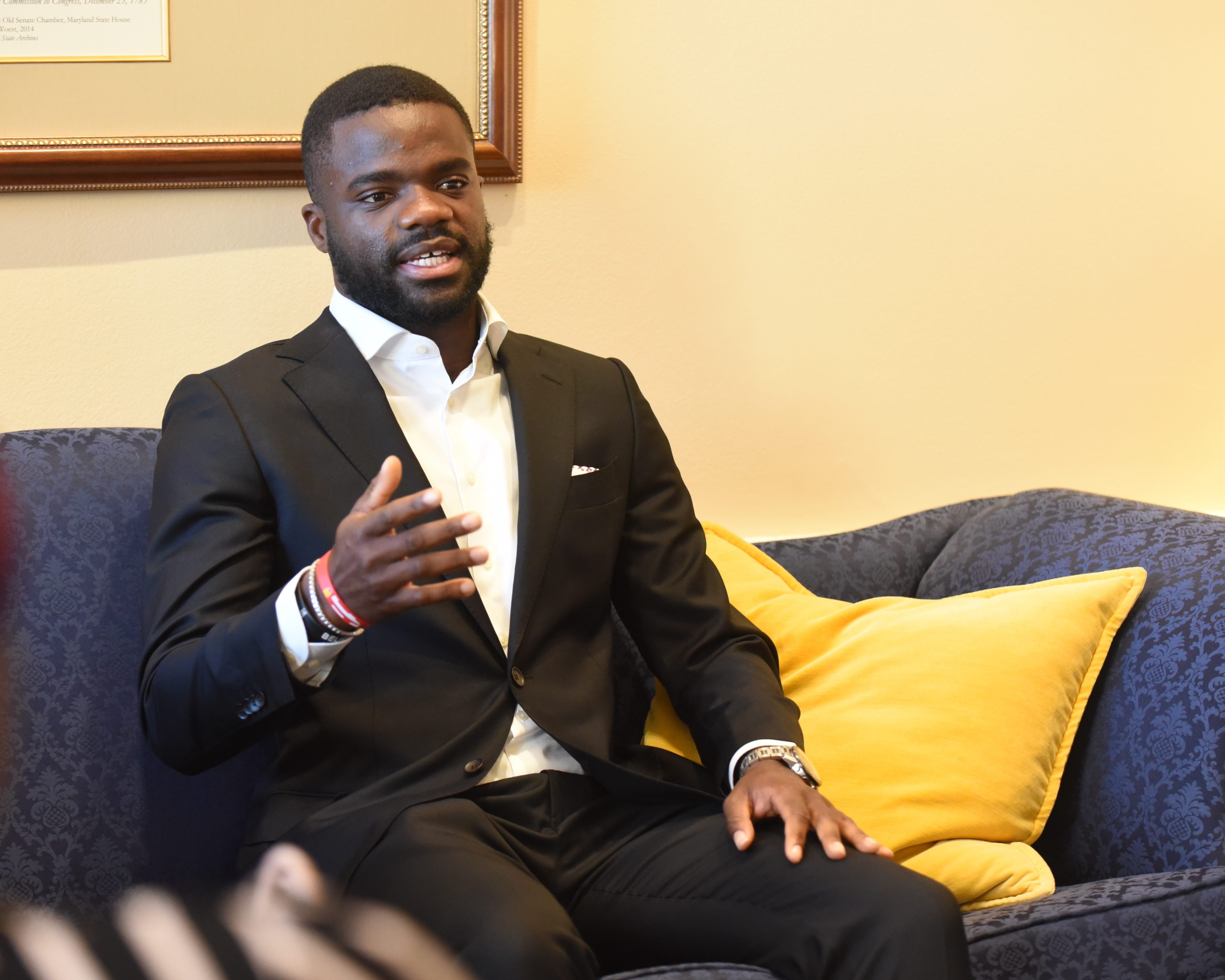
Тиафо в январе 2023 года

В начале сезона победил на турнире United Cup в Австралии. На Открытом чемпионате Австралии был посеян под 16-м номером и в третьем круге в 4 сетах проиграл будущему полуфиналисту Карену Хачанову.
В марте дошёл до полуфинала турнира серии Мастрес в Индиан-Уэлсе, не отдав ни одного сета. В полуфинале Тиафо уступил 4-й ракетке мира Даниилу Медведеву в двух сетах.
В начале апреля Тиафо победил на турнире ATP 250 в Хьюстоне на грунте, не отдав ни одного сета в 4 матчах. Ни один из соперников Тиафо не входил в топ-70 мирового рейтинга. Это была первая победа Тиафо на турнире ATP с февраля 2018 года.
На Открытом чемпионате Франции Тиафо в третьем круге в 4 сетах проиграл Александру Звереву — 6-3, 6-7(3), 1-6, 6-7(5).
В середине июня Тиафо выиграл турнир ATP 250 на траве в Штутгарте. В финале Тиафо отыграл матчбол у немца Яна-Леннарда Штруффа и победил со счётом 4-6, 7-6(1), 7-6(8). Штруфф в этом матче сделал 28 эйсов, а Тиафо — 13. 19 июня Тиафо впервые вошёл в топ-10 мирового рейтинга, поднявшись на 10-ю строчку.
На Уимблдонском турнире Тиафо был посеян под 10-м номером и в третьем круге был разгромлен Григором Димитровым — 2-6, 3-6, 2-6.

## Рейтинг на конец года
| Год  | Одиночный рейтинг | Парный рейтинг |
| 2024 | 18                | —              |
| 2023 | 16                | 194            |
| 2022 | 19                | 225            |
| 2021 | 38                | 163            |
| 2020 | 59                | 594            |
| 2019 | 47                | 442            |
| 2018 | 39                | 186            |
| 2017 | 79                | 367            |
| 2016 | 108               | 684            |
| 2015 | 176               | —              |
| 2014 | 1145              | 536            |

## Выступления в турнирах

### Финалы турнировATPв одиночном разряде (10)

#### Победы (3)
| Легенда                     |
| --------------------------- |
| Турниры Большого шлема (0)* |
| Итоговый турнир ATP (0)     |
| Мастерс (0)                 |
| АТР 500 (0)                 |
| АТР 250 (3)                 |

| Титулы по покрытиям | Титулы по месту проведения матчей турнира |
| ------------------- | ----------------------------------------- |
| Хард (1)*           | Зал (0)                                   |
| Грунт (1)           | Зал (0)                                   |
| Трава (1)           | Открытый воздух (3)                       |
| Ковёр (0)           | Открытый воздух (3)                       |

* количество побед в одиночном разряде.
| №  | Дата            | Турнир             | Покрытие | Соперник в финале      | Счёт в финале     |
| 1. | 25 февраля 2018 | Делрей-Бич, США    | Хард     | Петер Гоёвчик          | 6-1 6-4           |
| 2. | 9 апреля 2023   | Хьюстон, США       | Грунт    | Томас Мартин Этчеверри | 7-6(1) 7-6(6)     |
| 3. | 18 июня 2023    | Штутгарт, Германия | Трава    | Ян-Леннард Штруфф      | 4-6 7-6(1) 7-6(8) |

#### Поражения (7)
| №  | Дата            | Турнир              | Покрытие   | Соперник в финале | Счёт в финале |
| 1. | 6 мая 2018      | Кашкайш, Португалия | Грунт      | Жуан Соуза        | 4-6 4-6       |
| 2. | 31 октября 2021 | Вена, Австрия       | Хард (зал) | Александр Зверев  | 5-7 4-6       |
| 3. | 1 мая 2022      | Кашкайш, Португалия | Грунт      | Себастьян Баэс    | 3-6 2-6       |
| 4. | 9 октября 2022  | Токио, Япония       | Хард       | Тейлор Фриц       | 6-7(3) 6-7(2) |
| 5. | 7 апреля 2024   | Хьюстон, США        | Грунт      | Бен Шелтон        | 5-7 6-4 3-6   |
| 6. | 19 августа 2024 | Цинциннати, США     | Хард       | Янник Синнер      | 6-7(4) 2-6    |
| 7. | 6 апреля 2025   | Хьюстон, США (2)    | Грунт      | Дженсон Бруксби   | 4-6 2-6       |

### Финалы челленджеров и фьючерсов в одиночном разряде (14)

#### Победы (7)
| Условные обозначения |
| Челленджеры (6*)     |
| Фьючерсы (1)         |

| Титулы по покрытиям | Титулы по месту проведения матчей турнира |
| ------------------- | ----------------------------------------- |
| Хард (3*)           | Зал (0)                                   |
| Грунт (3)           | Зал (0)                                   |
| Трава (1)           | Открытый воздух (7)                       |
| Ковёр (0)           | Открытый воздух (7)                       |

* количество побед в одиночном разряде.
| №  | Дата            | Турнир                    | Покрытие | Соперник в финале | Счёт           |
| 1. | 22 марта 2015   | Бейкерсфилд, США          | Хард     | Максим Табатруонг | 6-1 6-2        |
| 2. | 7 августа 2016  | Гранби, Канада            | Хард     | Марсело Аревало   | 6-1 6-1        |
| 3. | 9 октября 2016  | Стоктон, США              | Хард     | Ноа Рубин         | 6-4 6-2        |
| 4. | 23 апреля 2017  | Сарасота, США             | Грунт    | Теннис Сандгрен   | 6-3 6-4        |
| 5. | 14 мая 2017     | Экс-ан-Прованс, Франция   | Грунт    | Жереми Шарди      | 6-3 4-6 7-6(5) |
| 6. | 11 октября 2020 | Парма, Италия             | Грунт    | Сальваторе Карузо | 6-3 3-6 6-4    |
| 7. | 13 июня 2021    | Ноттингем, Великобритания | Трава    | Денис Кудла       | 6-1 6-3        |

#### Поражения (7)
| №  | Дата           | Турнир          | Покрытие   | Соперник в финале | Счёт              |
| 1. | 25 января 2015 | Уэстон, США     | Грунт      | Бенжамен Баллере  | 5-7 4-6           |
| 2. | 29 марта 2015  | Калабасас, США  | Хард       | Деннис Новиков    | 6-7(4) 6-7(6)     |
| 3. | 3 мая 2015     | Таллахасси, США | Грунт      | Факундо Аргуэльо  | 6-2 6-7(5) 4-6    |
| 4. | 15 ноября 2015 | Ноксвилл, США   | Хард (зал) | Дэниел Эванс      | 7-5 1-6 3-6       |
| 5. | 1 мая 2016     | Таллахасси, США | Грунт      | Квентен Алис      | 7-6(6) 4-6 2-6    |
| 6. | 9 июля 2016    | Уиннетка, США   | Хард       | Ёсихито Нисиока   | 3-6 2-6           |
| 7. | 31 июля 2016   | Лексингтон, США | Хард       | Эрнесто Эскобедо  | 2-6 7-6(6) 6-7(3) |

### Финалы турнировATPв парном разряде (1)

#### Поражения (1)
| №  | Дата           | Турнир       | Покрытие | Партнёр      | Соперники в финале             | Счёт           |
| -- | -------------- | ------------ | -------- | ------------ | ------------------------------ | -------------- |
| 1. | 16 апреля 2017 | Хьюстон, США | Грунт    | Дастин Браун | Хулио Перальта Орасио Себальос | 6-4 5-7 [6-10] |

### Финалы челленджеров и фьючерсов в парном разряде (1)

#### Поражения (1)
| №  | Дата           | Турнир       | Покрытие | Партнёр         | Соперники в финале      | Счёт              |
| 1. | 19 января 2014 | Санрайз, США | Грунт    | Уильям Блумберг | Джейсон Джанг Эван Кинг | 7-6(4) 4-6 [6-10] |

### Финалы командных турниров (1)

#### Победы (1)
| №  | Год  | Турнир     | Команда                                     | Соперник в финале                                                                         | Счёт |
| 1. | 2023 | United Cup | США · М. Киз, Дж. Пегула, Ф. Тиафо, Т. Фриц | Италия · М. Берреттини, Л. Бронцетти, А. Вавассори, Л. Музетти, К. Розателло, М. Тревизан | 4—0  |

## История выступлений на турнирах
По состоянию на 9 июня 2025 года
Для того, чтобы предотвратить неразбериху и удваивание счета, информация в этой таблице корректируется только по окончании турнира или по окончании участия там данного игрока.
| Турнир                       | 2014          | 2015          | 2016  | 2017          | 2018          | 2019          | 2020          | 2021          | 2022          | 2023          | 2024  | 2025  | Итог   | В/П за карьеру |
| ---------------------------- | ------------- | ------------- | ----- | ------------- | ------------- | ------------- | ------------- | ------------- | ------------- | ------------- | ----- | ----- | ------ | -------------- |
| Турниры Большого шлема       |               |               |       |               |               |               |               |               |               |               |       |       |        |                |
| Открытый чемпионат Австралии | -             | -             | К2    | 2Р            | 1Р            | 1/4           | 1Р            | 2Р            | 2Р            | 3Р            | 2Р    | 2Р    | 0 / 9  | 11-9           |
| Открытый чемпионат Франции   | -             | 1Р            | К3    | 1Р            | 1Р            | 1Р            | 1Р            | 1Р            | 2Р            | 3Р            | 2Р    | 1/4   | 0 / 10 | 8-10           |
| Уимблдонский турнир          | -             | -             | К1    | 2Р            | 3Р            | 1Р            | НП            | 3Р            | 4Р            | 3Р            | 3Р    |       | 0 / 7  | 12-7           |
| Открытый чемпионат США       | К1            | 1Р            | 1Р    | 1Р            | 2Р            | 2Р            | 4Р            | 4Р            | 1/2           | 1/4           | 1/2   |       | 0 / 10 | 22-10          |
| Итог                         | 0 / 0         | 0 / 2         | 0 / 1 | 0 / 4         | 0 / 4         | 0 / 4         | 0 / 3         | 0 / 4         | 0 / 4         | 0 / 4         | 0 / 4 | 0 / 2 | 0 / 36 |                |
| В/П в сезоне                 | 0-0           | 0-2           | 0-1   | 2-4           | 3-4           | 5-4           | 3-3           | 6-4           | 10-4          | 10-4          | 9-4   | 5-2   |        | 53-36          |
| Олимпийские игры             |               |               |       |               |               |               |               |               |               |               |       |       |        |                |
| Летняя Олимпиада             | Не проводился | Не проводился | -     | Не проводился | Не проводился | Не проводился | Не проводился | 2Р            | Не проводился | Не проводился | -     | НП    | 0 / 1  | 1-1            |
| Турниры Мастерс              |               |               |       |               |               |               |               |               |               |               |       |       |        |                |
| Индиан-Уэлс                  | -             | -             | 2Р    | 1Р            | 1Р            | 1Р            | НП            | 3Р            | 3Р            | 1/2           | 3Р    | 3Р    | 0 / 9  | 10-9           |
| Майами                       | -             | -             | -     | 2Р            | 4Р            | 1/4           | НП            | 4Р            | 4Р            | 3Р            | 2Р    | 3Р    | 0 / 8  | 14-8           |
| Монте-Карло                  | -             | -             | -     | -             | -             | -             | НП            | -             | -             | -             | -     | 2Р    | 0 / 1  | 1-1            |
| Мадрид                       | -             | -             | -     | -             | -             | 3Р            | НП            | К1            | 1Р            | 3Р            | 2Р    | 4Р    | 0 / 5  | 5-5            |
| Рим                          | -             | -             | -     | -             | 1Р            | 1Р            | -             | К2            | 1Р            | 3Р            | 2Р    | 2Р    | 0 / 6  | 1-6            |
| Монреаль/Торонто             | -             | -             | -     | 1Р            | 3Р            | -             | НП            | 3Р            | 2Р            | 1Р            | 1Р    |       | 0 / 6  | 5-6            |
| Цинциннати                   | -             | К1            | -     | 3Р            | 1Р            | 2Р            | 1Р            | 2Р            | 2Р            | 2Р            | Ф     |       | 0 / 8  | 11-8           |
| Шанхай                       | -             | -             | -     | 2Р            | 1Р            | 1Р            | Не проводился | Не проводился | Не проводился | 2Р            | 3Р    |       | 0 / 5  | 2-5            |
| Париж                        | -             | -             | -     | -             | 2Р            | 1Р            | -             | 1Р            | 1/4           | 1Р            | 1Р    |       | 0 / 6  | 4-6            |
| Статистика за карьеру        |               |               |       |               |               |               |               |               |               |               |       |       |        |                |
| Проведено финалов            | 0             | 0             | 0     | 0             | 2             | 0             | 0             | 1             | 2             | 2             | 2     | 1     |        | 10             |
| Выиграно турниров АТП        | 0             | 0             | 0     | 0             | 1             | 0             | 0             | 0             | 0             | 2             | 0     | 0     |        | 3              |
| В/П: всего                   | 0-1           | 1-5           | 1-6   | 7-18          | 28-27         | 23-27         | 9-11          | 33-24         | 35-25         | 40-21         | 33-26 | 17-13 |        | 227-204        |
| Σ % побед                    | 0 %           | 17 %          | 14 %  | 28 %          | 51 %          | 46 %          | 45 %          | 58 %          | 58 %          | 66 %          | 56 %  | 57 %  |        | 52,7 %         |

К — проигрыш в квалификационном турнире.

## Победы над теннисистами из топ-10
По состоянию на 9 июня 2025 года
- У Тиафо рекорд 13-37 против игроков, которые на момент проведения матча входили в топ-10.

| Сезон | 2015 | 2016 | 2017 | 2018 | 2019 | 2020 | 2021 | 2022 | 2023 | 2024 | Всего |
| Побед | 0    | 0    | 1    | 1    | 1    | 0    | 4    | 2    | 0    | 4    | 13    |

| №    | Игрок                  | Рейтинг | Турнир                       | Покрытие   | Этап       | Счёт                          | Рейтинг Тиафо |
| ---- | ---------------------- | ------- | ---------------------------- | ---------- | ---------- | ----------------------------- | ------------- |
| 2017 |                        |         |                              |            |            |                               |               |
| 1.   | Александр Зверев       | 7       | Цинциннати, США              | Хард       | 2-й раунд  | 4-6, 6-3, 6-4                 | 87            |
| 2018 |                        |         |                              |            |            |                               |               |
| 2.   | Хуан Мартин дель Потро | 10      | Делрей-Бич, США              | Хард       | 2-й раунд  | 7-6(6), 4-6, 7-5              | 91            |
| 2019 |                        |         |                              |            |            |                               |               |
| 3.   | Кевин Андерсон         | 6       | Открытый чемпионат Австралии | Хард       | 2-й раунд  | 4-6, 6-4, 6-4, 7-5            | 39            |
| 2021 |                        |         |                              |            |            |                               |               |
| 4.   | Стефанос Циципас       | 4       | Уимблдон                     | Трава      | 1-й раунд  | 6-4, 6-4, 6-3                 | 56            |
| 5.   | Денис Шаповалов        | 10      | Торонто, Канада              | Хард       | 2-й раунд  | 6-1, 6-4                      | 52            |
| 6.   | Андрей Рублёв          | 7       | Открытый чемпионат США       | Хард       | 3-й раунд  | 4-6, 6-3, 7-6(6), 4-6, 6-1    | 50            |
| 7.   | Стефанос Циципас       | 3       | Вена, Австрия                | Хард (зал) | 2-й раунд  | 3-6, 6-3, 6-4                 | 49            |
| 2022 |                        |         |                              |            |            |                               |               |
| 8.   | Рафаэль Надаль         | 3       | Открытый чемпионат США       | Хард       | 4-й раунд  | 6-4, 4-6, 6-4, 6-3            | 26            |
| 9.   | Стефанос Циципас       | 6       | Кубок Лейвера                | Хард (зал) | Группа     | 1-6, 7-6(11), [10-8]          | 19            |
| 2024 |                        |         |                              |            |            |                               |               |
| 10.  | Андрей Рублёв          | 8       | Вашингтон, США               | Хард       | 1/4 финала | 6-4, 7-6(3)                   | 29            |
| 11.  | Хуберт Хуркач          | 7       | Цинциннати, США              | Хард       | 1/4 финала | 6-3, — отказ                  | 27            |
| 12.  | Григор Димитров        | 9       | Открытый чемпионат США       | Хард       | 1/4 финала | 6-3, 6-7(5), 6-3, 4-1 — отказ | 20            |
| 13.  | Даниил Медведев        | 5       | Кубок Лейвера                | Хард (зал) | Группа     | 3-6, 6-4, [10-5]              | 16            |